# Unione Sportiva Cagliari 1950-1951
Questa pagina raccoglie le informazioni riguardanti l'Unione Sportiva Cagliari nelle competizioni ufficiali della stagione 1950-1951.

## Rosa
| N. |                   | Ruolo | Calciatore        |
| -- | ----------------- | ----- | ----------------- |
|    | Italia (bandiera) | P     | Giorgio Bolognesi |
|    | Italia (bandiera) | P     | Aldo Sulis        |
|    | Italia (bandiera) | D     | Gianni Busanca    |
|    | Italia (bandiera) | D     | Angelo Dini       |
|    | Italia (bandiera) | D     | Vito Sante Miolli |
|    | Italia (bandiera) | D     | Riccardo Naretto  |
|    | Italia (bandiera) | D     | Valerio Soldani   |
|    | Italia (bandiera) | D     | Aldo Stocco       |
|    | Italia (bandiera) | C     | Aldo Peloso       |
|    | Italia (bandiera) | C     | Leone Gerlin      |

| N. |                   | Ruolo | Calciatore        |
| -- | ----------------- | ----- | ----------------- |
|    | Italia (bandiera) | C     | Ottavio Morgia    |
|    | Italia (bandiera) | C     | Mario Piscedda    |
|    | Italia (bandiera) | C     | Ezio Ronzi        |
|    | Italia (bandiera) | C     | Mario Villa       |
|    | Italia (bandiera) | C     | Angelo Torriglia  |
|    | Italia (bandiera) | A     | Carlo Avedano     |
|    | Italia (bandiera) | A     | Riccardo Barbieri |
|    | Italia (bandiera) | A     | Piero Golin       |
|    | Italia (bandiera) | A     | Franco Grillone   |